# Frida Uhl
Frida Uhl (Mondsee, 4 d'abril de 1872 - Salzburg, 28 de juny de 1943) va ser una escriptora i traductora austríaca.
Es va relacionar amb diverses personalitats literàries del s. XX. Va estar casada amb August Strindberg fins que es van divorciar l'any 1895. Era filla de Friedrich Uhl, editor del Wiener Zeitung, i de Maria Uhl, devota catòlica. Amb el poeta Hanns Heinz Ewers va fundar el primer cabaret alemany l'any 1900. Es va relacionar íntimament amb diversos escriptors del moviment de la Jove Viena, com el poeta Peter Altenberg i el periodista Karl Kraus, a qui va convèncer per patrocinar una lectura de La caixa de Pandora, de Wedekind.
La seva relació amb el poeta Werner von Oesteren va ser especialment tempestuosa. Frida el va amenaçar en dues ocasions amb una pistola. El 1905 va sortir a la llum una denúncia de Frida contra Osteren per pegar a un detectiu pagat per ella per a seguir-lo a ell. El 1908 Frida va disparar una pistola en un hotel de Viena el dia d'Any Nou. No és clar si va ser una temptativa de suïcidi. El tret va causar gran escàndol, atès que el príncep Fugger-Babenhausen era un dels convidats de la gala.
Després Frida va marxar a Londres. El 26 de juny de 1912 va obrir The Cave of the Golden Calf, un club nocturn decorat per Wyndham Lewis, Charles Ginner i Spencer Gore. Ezra Pound la va elogiar per la seva perspicàcia. Altres intel·lectuals que freqüentaven el local van ser Katherine Mansfield, Ford Madox Ford i Augustus Edwin John. En 1914 va marxar als Estats Units d'Amèrica, on en poc temps obtindria un treball en la productora Fox Film.
En 1936 va publicar un llibre de memòries: "L'amor, el dolor i el temps. Una parella inoblidable", traduït després a l'anglès amb el títol Marriage with Genius.
Frida Uhl va passar els seus últims anys en la residència estival que posseïa la seva família en Mondsee (Àustria).